# Роолаан, Вольдемар
Вольдемар Роолаан (эст. Voldemar Roolaan, 4 января 1914 — 3 июня 1991) — эстонский и советский борец греко-римского стиля, призёр чемпионата Европы.

## Биография
Родился в 1914 году. В 1938 году стал бронзовым призёром чемпионата Европы.
В 1945 году занял 7-е место на чемпионате СССР в личном зачёте.